# Grabovac (Trstenik)
Pour les articles homonymes, voir Grabovac.
Grabovac (en serbe cyrillique : Грабовац) est un village de Serbie situé dans la municipalité de Trstenik, district de Rasina. Au recensement de 2011, il comptait 131 habitants.

## Démographie
| 1948 | 1953 | 1961 | 1971  | 1981  | 1991 | 2002 | 2011 |
| ---- | ---- | ---- | ----- | ----- | ---- | ---- | ---- |
| 634  | 679  | 798  | 1 168 | 1 465 | 119  | 125  | 131  |

|  |